# Drevni i primitivni obred
Drevni i primitivni obred (engl. Ancient and Primitive Rite), također poznat kao Red drevnog i primitivnog obreda Memfisa-Mizraima (engl. Order of the Ancient and Primitive Rite of Memphis-Mizraim) je obred u slobodnom zidarstvu koji je prvi popularizirao John Yarker (1833. – 1913.), engleski slobodni zidar, autor i okultist. Najranije od 1860. godine velike lože poput Ujedinjene velike lože Engleske smatraju ga neregularnim.

## Povijest
Yarkerov Drevni i primitivni obred nastao je iz Obreda Memfisa-Mizraima, koji je sam po sebi bio spoj dvaju zasebnih obreda – Memfisa i Mizraima – nastalih početkom 19. stoljeća u Francuskoj. Do njihova ujedinjenja došlo je 1881. godine.
John Yarker upoznao se s Obredom Memfisa 1871. prilikom posjeta New Yorku. Osim što je utemeljio vlastiti obred, postao je i zamjenik međunarodnog velikog hierofanta (1900.), a potom i međunarodni velikog hierofanta (1902.) Reda Memfisa-Mizraima. Stvorio je Drevni i primitivni obred s ukupno 33 stupnja, uklonivši duplikate iz Memfisa-Mizraima.
Yarker je tvrdio da obred vuče korijene još iz Napoleonovih pohoda u Egipat, prateći njegov razvoj sve do suvremenog doba. Pisao je kako "njegovi rituali obuhvaćaju cijelo zidarstvo i temelje se na univerzalnim obredima Zanatstva; oni objašnjavaju njegove simbole, razvijaju njegovu mističnu filozofiju, utjelovljuju njegovu moralnost, analiziraju legende prateći ih do izvora i iskreno se bave povijesnim aspektima simboličnog zidarstva". Također je naglašavao da u učenju tog obreda "nema ničega što ne bi mogli prihvatiti muslimani, kršćani, židovi, budisti, brahmani ili zaratustrijanci podjednako".
Do Yarkerove smrti 1913. godine, ukupno članstvo nikada nije premašilo 300 osoba.

## Stupnjevi
Drevni i primitivni obred dodjeljuje niz stupnjeva, numeriranih od 4. do 32. stupnja:

### Prva serija: Kapitel
I. klasa: Uvod
- 1° – učenik (Entered Apprentice)
- 2° – pomoćnik (Fellow Craftsman)
- 3° – majstor (Master Mason)

II. klasa: Kolegij
- 4° – diskretni majstor (Discreet Master)
- 5° – uzvišeni majstor (Sublime Master)
- 6° – vitez svetog luka (Knight of the Sacred Arch)
- 7° – vitez tajnog svoda (Knight of the Secret Vault)

III. klasa: Kapitel
- 8° – vitez mača (Knight of the Sword)
- 9° – vitez Jeruzalema (Knight of Jerusalem)
- 10° – vitez orijenta (Knight of the Orient)
- 11° – vitez ružinog križa (Knight of the Rose Croix)

### Druga serija: Senat
IV. klasa: Senat
- 12° – vitez crvenog orla  (Knight of the Red Eagle)
- 13° – vitez Hrama (Knight of the Temple)
- 14° – vitez Šatora sastanka (Knight of the Tabernacle)
- 15° – vitez zmije (Knight of the Serpent)
- 16° – vitez (Knight Sage of Truth)
- 17° – viteški hermetički filozof  (Knight Hermetic Philosopher)

V. klasa: Areopag
- 18° – vitez kadoš (Knight Kadosh)
- 19° – vitez kraljevske misterije (Knight of the Royal Mystery)
- 20° – viteški veliki inspektor (Knight Grand Inspector)

### Treća serija: Uzvišeno vijeće
VI. klasa: Konzistorij
- 21° – veliki instalater (Grand Installator)
- 22° – veliki posvetitelj (Grand Consecrator)
- 23° – veliki hvalilac (Grand Eulogist)
- 24° – patrijarh istine (Patriarch of Truth)
- 25° – patrijarh planisfere (Patriarch of the Planispheres)
- 26° – patrijarh znanja (Patriarch of the Vedas)

VII. klasa: Koncil
- 27° – patrijarh Izide (Patriarch of Isis)
- 28° – patrijarh Memfisa (Patriarch of Memphis)
- 29° – pontifex mističnog grada (Pontiff of the Mystic City)
- 30° – savršeni pontifex i uzvišeni majstor velikog djela (Perfect Pontiff, Sublime Master of the Great Work)

### Službeno

#### Veliki sud
- 31° – veliki branitelj (Grand Defender)
- 32° – princ od Memfisa (Prince of Memphis)
- 33° – veliki suveren (Grand Sovereign)